# Nya världens bibelöversättning
Nya världens översättning av Bibeln, tidigare Nya Världens översättning av Den heliga skrift, förkortat NV, är Jehovas vittnens egen översättning av Bibeln till svenska.
Namnet "Nya världens…" kommer, liksom namnet på Rikets Sal, av väntan på den nya världen och det rike som Jehova en gång, enligt Jehovas vittnen, kommer att upprätta på jorden vid Harmagedon.
Den aktuella svenska utgåvan av NV grundar sig på en engelsk förlaga (New World Translation of the Holy Scriptures, förkortas NW) som är utgiven 1984 och som reviderades 2013. Den svenska utgåvan färdigställdes år 2017. Denna utkom i Sverige den 27 januari 2018, och är nu den officiella översättningen. Den svenska översättningen Nya Världens översättning av den Heliga Skrift, som utgavs 2003, är dock fortfarande i bruk. Båda utgåvorna finns tillgängliga i digital form på Jehovas vittnens webbplats och i deras app JW Library.

## Karaktär
I kontrast till 2003 års översättning, som karakteriseras av ett ibland ganska torrt och direktöversatt språk, avsåg man med den nya reviderade versionen att använda ett enklare, mer vardagligt språk, utan att tappa den ursprungliga känslan. Eftersom Bibeln till stor del skrevs av enkla människor och med ett enkelt språkbruk, ville man förenkla texten och sluta använda kyrkliga begrepp. Man använder sig av annorlunda översättningar av ord och begrepp än vad andra översättningar gör, exempelvis har man slutat använda ordet "otukt" och ersatt det med "omoral" eller "prostitution" för att undvika ett högtravande eller svårförståeligt språk. Ett annat sätt på vilket denna översättning skiljer sig från andra biblar, är att det hebreiska ordet Sheol och det grekiska ordet Hades, som ofta översätts med Helvetet, istället kallas graven, eftersom det är dit man kommer när man dör. Ett mer vardagligt språk har använts, till exempel sades det i den gamla översättningen från 2003, i Predikaren 10:14: "och dåren använder många ord" men i den nya versionen står det "ändå går munnen i ett på dåren".
Det som kanske mest utmärker denna översättning från andra är att den på nästan 7000 ställen, där det i grundtexterna står יהוה (JHVH) använder "Jehova", vilket skiljer den från de flesta andra översättningar som ersätter detta ord med till exempel "Herren". Nya Världens översättning lyder till exempel i Jesaja 42:8: "Jag är Jehova. Det är mitt namn." medan 1917 års svenska översättning lyder "Jag, HERREN, det är mitt namn." Att använda Guds egennamn "Jehova" är en viktig del av rörelsens tro.
Gamla Testamentet är baserat på den hebreiska Masoretiska texten som återfinns i Biblia Hebraica Stuttgartensia och i Biblia Hebraica Quinta. Således får man den hebreiska texten från Leningradkodexen, samt alternativa översättningar och fraseringar från Dödahavsrullarna, den samariska Pentateuken, den grekiska Septuaginta, de arameiska targumerna, den latinska Vulgata och den syriska Peshitta.
Nya Testamentet är baserat på B. F. Westcotts och F. J. A. Horts verk "The New Testament in the Original Greek" från 1881, samt en stor mängd papyrushandskrifter som anses vara från 100- och 200-talet.

## Kritik
Där vissa andra bibelöversättningar skriver "Herren" (ofta med versaler) står istället i denna översättning "Jehova". Detta bruk är rimligt med avseende översättningen av Gamla Testamentet där det så kallade Tetragrammaton, hebreiska יהוה, YHWH ofta förekommer. Det kan skrivas Jehova, Yahweh eller Jahve, Jehova i enlighet med den vokalisering som gjorts i den Masoretiska texten. Formen Jehova anses av somliga bibelvetare vara en sekundär konstruktion. Även inom rörelsen finns ett medvetande om att denna likt andra transkriberade vokaliseringar är osäker. Formen Jehovah används ett fåtal gånger i den gamla engelska bibelöversättningen King James Bible från 1611. Formen används eftersom den i vår del av världen har varit den vanligast förekommande under de senaste århundradena.
Översättningens bruk av Jehova också i Nya Testamentet, går inte tillbaka på den grekiska grundtextens lydelse. Översättningen har likväl infört namnet Jehova på 237 ställen trots att de textkällor och fragment som finns att tillgå ingenstans innehåller vare sig detta namn eller Tetragrammet utan på dessa ställen använder de grekiska orden κυριος (Kyrios, Herren) eller θεος (Theos, Gud). Kyrios är dock motsvarigheten till det hebreiska Adonai som vid läsning av den hebreiska texten vanligen är det ord med vilket יהוה (JHVH) substitueras. Översättarna har valt att föra in formen Jehova på alla ställen där skribenten citerat delar av Gamla Testamentet enligt samtida versioner av Septuaginta (ex. LXX P. Fouad Inv. 266, från 100-talet f.Kr.) och på ytterligare ställen där flera översättningar av grundtexten till hebreiska fört in Tetragrammet.
Motståndare till översättningen menar ofta att översättarna har anpassat texten i till exempel Evangelierna för att denna skall passa deras gudsbild. Som exempel nämns ofta Joh 1:1 : "I begynnelsen fanns Ordet, och Ordet var hos Gud, och Ordet var Gud" (2000). I Nya världens översättning står: "I begynnelsen var Ordet, och Ordet var hos Gud och Ordet var en gud."
Man har valt att skriva så här för att följa den grekiska texten där ho theos (bestämd artikel) blir "Gud" (bestämd artikel) och theos (obestämd artikel) blir "en gud" (obestämd artikel). En kontrovers angående valet att översätta på detta sätt är att grekiskan inte konsekvent använder sig av bestämd artikel även om det är vad man åsyftar. Egennamn har till exempel bestämd artikel ibland men denna saknas väldigt ofta. Någon obestämd artikel på samma sätt som svenskan har, saknar grekiskan. Men på koinegrekiska som NT är skrivet på, använder ofta en variant av räkneordet "heis" för att beteckna obestämd artikel (Matt. 8:19 har ett exempel på detta). Man är dock medveten om detta och i vers 13 och vers 18 översätter man "theos" som Gud i bestämd form trots att ordet står utan bestämd artikel. Att man översatt Joh. 1:1 på detta sätt är enligt kritikerna gjort därför att versen bevisar att Jesus är Gud, vilket Jehovas vittnen förnekar.
Andra internationella översättningar med liknande ordalydelse:
- The New Testament, in an Improved Version, Upon the Basis of Archbishop Newcome's New Translation: With a Corrected Text, Thomas Belsham, London, 1808.
- La sainte Bible, Louis Segond-Hughes Oltramare, Genève och Paris, 1879.
- La Bible du Centenaire, Société Biblique de Paris, Paris, 1928.
- The Emphatic Diaglott, mellanradig, Benjamin Wilson, New York och London, 1864.
- The Bible - An American Translation, John Merlin Powis Smith och Edgar J. Goodspeed, Chicago, 1935.
- Das Evangelium nach Johannes, Siegfried Schulz, Göttingen, 1975.
- Das Evangelium nach Johannes, Johannes Schneider, Berlin, 1978.
- Das Evangelium nach Johannes, Jürgen Becker, Würzburg, 1979.

## Statistik
NV hade år 2020, sedan första utgåvan, tryckts helt eller delvis i 227 miljoner exemplar på 193 språk. På minst 87 av dessa 193 språk är endast NT i tryck. Bibelöversättningen finns även i en speciell studieutgåva (utgiven på svenska 2003) med över 125 000 parallellhänvisningar och 12 000 fotnoter. Även ett register över bibliska ord finns. Detta innehåller cirka 4 000 ord och mer än 20 000 hänvisningar till var dessa förekommer i Bibeln.